# Курвеландия
Курвеландия (порт. Curvelândia) — муниципалитет в Бразилии, входит в штат Мату-Гросу. Составная часть мезорегиона Юго-центральная часть штата Мату-Гросу. Входит в экономико-статистический микрорегион Алту-Пантанал. Население составляет 4967 человек на 2006 год. Занимает площадь 748,363 км². Плотность населения — 6,6 чел./км².

## Статистика
- Валовой внутренний продукт на 2003 год составляет 15 028 378,00 реалов (данные: Бразильский институт географии и статистики).
- Валовой внутренний продукт на душу населения на 2003 год составляет 3154,57 реала (данные: Бразильский институт географии и статистики).

## География
Климат местности: субтропический гумидный.